# Palac Komuna
Stari municipij (tal. antico palazzo municipale, koji je Matejčić R. nazvala "Palac Komuna") je stara gradska vijećnica u riječkom Starom gradu. Ova je zgrada bila preko 300 godina u funkciji gradske uprave (Savjeta patricija [Consiglio dei patrizi] i magisrata - izvršna i sudska vlast) od 1532. do 1838. godine. Smještena je na Koblerovu trgu, u Starom gradu. Na nju su naslonjena znamenita riječki Rimski luk.

## Povijest
U vijećnici je zasjedalo Veliko i Malo vijeće, a upravljalo se prema Statutu koji je Rijeci potvrdio austrijski car Ferdinand 1530. godine. Zdanje je smješteno preko puta Gradskog tornja na vrhu trga, a usprkos svojim malim dimenzijama, bilo je dovoljno reprezentativno za potrebe male riječke općine. Na pročelju je portal kroz koji se ulazilo u presvođeno predvorje (sada trgovina), odakle su stepenice vodile u dvoranu vijećnice, "Salu". Građevina je do 1484. u vlasništvu riječkog kapetana Baldassara de Dura koji ju poklanja augusttinskom konvektu, da bi ju ovaj 1532. ustupio riječkoj općini. Palača municipija je imala prizemlje i jedan kat renesansnih obilježja, ali joj je u barokno doba (1740.) arhitekt Antonio de Verneda dogradio drugi kat.
U predvorju zgrade se 1779. spominje patricijski kasino, a u gornjim prostorijama uredi. Kada se 1838. općina preselila u zgradu bivšeg augustinskog samostana, Palac je prodan. Na prvom katu bio je smješten gradski filharmonijski zavod, u kojem je bio nastavnik vojni muzički kapelnik Johann von Zaitz, otac skladatelja Ivana pl. Zajca. U toj je zgradi Giovanni Zaytz (kasnije Ivan Zajc) i dobio u djetinjstvu svoju prvu glazbenu naobrazbu, o čemu svjedoči memorijalni natpis. 
Između Staog municipija i Gradskog tornja bio je javni trg, "Pjaca", na kojem su stoljećima bile burza, tržnica, trgovine, politička arena, a navečer je služio kao promenada. Početkom 19. stoljeća trg gubi značaj centra grada, postaje isključivo tržnicom, pa se naziva "Zeleni trg" (Piazza delle Erbe). U Drugom svjetskom ratu bombe su srušile zgrade zapadne strane trga, a istočna je restaurirana i prilagođena novim funkcijama. Na trgu je u povodu 150-godišnjice Tvornice papira podignuta fontana sa starim "kolodrobom" za papir. Trg je dobio ime po riječkom povjesničaru Giovanniju Kobleru.

## Vanjske poveznice
|  | Zajednički poslužitelj ima još gradiva o temi Palac Komuna |